# یوتی‌سی ۱۱:۰۰-

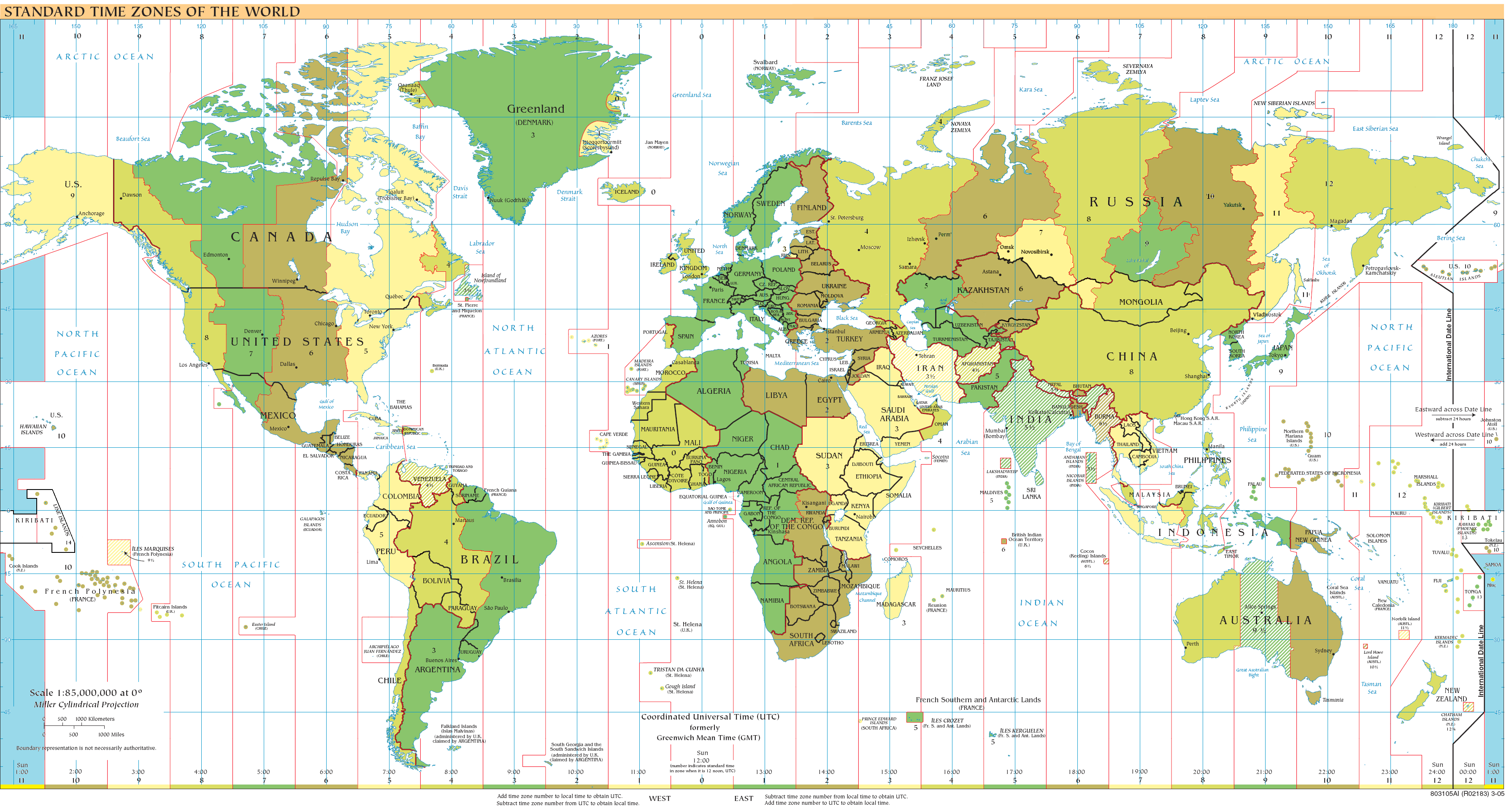
گرینویچ-۱۱: آبی (دسامبر)، نارنجی (ژوئن)، زرد (در تمام طول سال)، آبی روشن - مناطق دریایی

هم‌اکنون زمان‌بندی گرینویچ منهای ۱۱ (به انگلیسی: UTC-11).

## به عنوان زمان استاندارد (در تمام طول سال)
- ساموآی آمریکا - منطقه زمانی ساموآ
- نیووی
- جزایر میدوی، جزیره جارویس و جزیره مرجانی پالمیرا

## به عنوان زمان استاندارد (زمستان نیم‌کره جنوبی)
- ساموآ